# Влахо-бугарске повеље
Влахо-бугарске повеље и касније влахо-молдавске повеље су историјски и писани споменици средњовековне историје Влашке и Молдавије до битке код Финте и последичних хризејевијевих устанака 1655. године.
Њихов познати број је 312 само до 1476. године, које је објавио Јоан Богдан 1905. године. Последњи такви писани споменици могу се датирати у време Константина Бранкована или у време када гроф Ђорђе Бранковић борави у Букурешту.
Они су изузетно важан споменик ћирилометодијевистике, јер одражавају развој бугарског језика до Дамаскина.
Овај је уводник независно развијен у Влашкој и Молдавији, за разлику од других османскословенских језика. Језик и стил ових писаних докумената строго слиједе језик Трновске књижевне школе, за разлику од других западно-бугарских, у Србији познатијих као Рашки.
Због ових споменика претпоставља се да је старорумунски језик регионална норма старослованског језика. Повеље је први претресао и објавио Љубомир Милетић, нећак Светозар Милетића.